# Dmytro Yusov
Dmytro Yusov (tiếng Ukraina: Дмитро Олександрович Юсов; sinh 11 tháng 5 năm 1993 ở Melitopol, Zaporizhia Oblast, Ukraina) là một tiền vệ bóng đá Ukraina thi đấu cho Torpedo-BelAZ Zhodino.
Yusov là sản phẩm của hệ thống trẻ FC Metalurh Zaporizhya. Anh ra mắt cho FC Metalurh khi vào sân ở hiệp hai trước FC Vorskla Poltava ngày 4 tháng 5 năm 2013 ở Giải bóng đá ngoại hạng Ukraina.